# Atheta platanoffi
Atheta platanoffi är en skalbaggsart som beskrevs av Lars Zakarias Brundin 1948. Atheta platanoffi ingår i släktet Atheta och familjen kortvingar. Inga underarter finns listade i Catalogue of Life.